# 이명숙 변호사의 가정법원
이명숙 변호사의 가정법원은 KBS 제1라디오의 다큐멘터리 라디오 드라마 프로그램이다.

## 진행
- 이명숙 변호사

## 음악
- 박복규

## 효과
- 신현파
- 장찬희
- 김성필
- 노동걸
- 정영민

## 기술
- 이흥규